# 21st Century Schizoid Man
21st Century Schizoid Man — пісня прог-рок-гурту King Crimson, випущена в 1969 році як початкова композиція їхнього дебютного альбому In the Court of the Crimson King. Пісню часто називали візитною карткою групи. Журнал Rolling Stone описав її як «7,5-хвилина заява про мету: потужний рок, джазова спонтанність і класична точність, використані для досягнення спільної цілі».

## Слова пісні
Слова пісні 21st Century Schizoid Man написав Пітер Сінфілд. Це майже не пов'язані одна з одною фрази, які унаочнюють серію образів за однією схемою: перший рядок кожного вірша складається з двох коротких фраз, другий — окремий й більш конкретний образ, а третій — довша фраза або повне речення. В останньому, четвертому рядку кожного куплета повторюється назва пісні.
Пісня критикує війну у В'єтнамі: за словами Сінфілда, у рядках «Politicians’ funeral pyre / Innocence raped with napalm fire» (Роздуте політиками поховальне багаття / Невинні, зґвалтовані напалмом) та «death seed» (насіння смерті) йдеться про «урожай поганих вчинків», що виник через використання «Агенту Оранж». Рядок «Cat's foot, iron claw» (Котяча лапка, залізний кіготь) відсилає до французької байки «Мавпа і кіт».
Перед живим виконанням пісні 15 грудня 1969 року (пізніше її було включено до концертного альбому Epitaph), гітарист Роберт Фріпп саркастично зауважив, що ця пісня присвячена тодішньому віцепрезиденту Сполучених Штатів Спіро Агню — «американському політичному діячу, якого всі ми знаємо і дуже любимо».

## Музична структура
Пісня 21st Century Schizoid Man відома сильно спотвореним вокалом Грега Лейка та середньою інструментальною частиною під назвою Mirrors. Більша частина пісні має тактовий розмір 4/4 або 6/4, але абстрактна хаотична фінальна вставка в стилі оркестру Дюка Еллінгтона не має чіткого розміру. Пісню характеризували як хеві-метал, джаз-рок і прогресив-рок. Вважається, що вона вплинула на подальший розвиток прогресив-металу та індастріалу.

## Сприйняття та вплив
Дисонансне та майже атональне гітарне соло Роберта Фріппа посіло 82-ге місце у списку «100 найкращих гітарних соло» за версією журналу Guitar World у 2008 році. Журнал Louder Sound у своєму опитуванні «100 найкращих гітарних соло в року» у 2018 році поставив це соло на 56-те місце. У 1974 році Фріпп пояснював в інтерв'ю журналу Guitar Player:
Такі речі приходять зверху. Основа техніки гри полягає в тому, щоб рухати рукою вниз на сильній долі та вгору — на слабкій. Потім потрібно навчитися міняти їх місцями. Як правило, я рухаю рукою вниз на слабкій долі, за винятком випадків, коли потрібно якось підкреслити певну мелодію або створити щось на кшталт напруги, переплутавши акценти, — у такому випадку я можу почати рух угору.
У 2006 році журнал Pitchfork поставив 21st Century Schizoid Man на 104-те місце у своєму списку «200 найкращих пісень 1960-х років», а Джо Тангарі (Joe Tangari) назвав її «пекельною семихвилинною бурею божевільної гітари, мінливих розмірів й злобного саксофона».
У березні 2023 року група авторів американського видання Rolling Stone занесла 21st Century Schizoid Man до списку «100 найвеличніших хеві-метал-пісень усіх часів». У цьому рейтингу вона посіла 86-ту позицію, замітку про неї склав Хенк Штімер.
Каньє Вест використав фрагмент «21st Century Schizoid Man» у пісні «Power» зі свого альбому My Beautiful Dark Twisted Fantasy (2010). У 2022 році Declan Colgan Music Ltd, власники механічної ліцензії на пісню 21st Century Schizoid Man, подали до суду на Universal Music Group, стверджуючи, що Вест спочатку відтворював семпли пісні без ліцензії, і тому Universal заборгувала їм невиплачені роялті.
- У 2002 році колишні учасники King Crimson створили за мотивами назви пісні гурт 21st Century Schizoid Band[en], який проіснував до 2004 року.
- Кавери на пісню зробили багато відомих рок- і метал-гуртів та виконавців, зокрема April Wine, Emerson, Lake & Palmer[18], Forbidden, Noir Désir[19], Voivod, Оззі Осборн[20].
- Пісня завершує відеогру Guitar Hero 5 (2009). Це одна з найскладніших пісень у грі.

## Учасники запису
- Грег Лейк — бас-гітара, вокал
- Іен Макдональд[en] — альт-саксофон
- Роберт Фріпп — електрогітара
- Майкл Джайлз[en] — ударні
- Пітер Сінфілд[en] — слова